# 济阳郡 (江苏)
济阳郡，中国古代的郡。
东晋时，晋明帝将治所在济阳县（在今河南省兰考县堌阳镇）的济阳郡，侨置在毗陵郡武进县（今江苏省常州市武进区西北）地。南朝齐改为南济阳郡，梁武帝天监年间废除南济阳郡。